# Leiden en volgen
Bij bepaalde soorten parendans, worden de partners waaruit het danspaar bestaat aangeduid als leider en volger. Traditioneel is bij dansparen met een man en een vrouw de man de leider en de vrouw de volger. De leider moet het paar sturen en overgangen naar andere dansfiguren inzetten en, bij geïmproviseerde dansen, kiezen welke figuren worden gedanst. De leider maakt zijn of haar keuzes kenbaar aan de volger en stuurt de volger door middel van subtiele fysieke en visuele signalen, zodat de dans soepel verloopt.

## Theorie
Hoeveel sturing de leider geeft hangt van meerdere factoren af, zoals de dansstijl, de sociale context van de dans en de ervaring en het karakter van de dansers.

## Genderrollen
Van oudsher is bij veel dansen de mannelijke danspartner de leider en de vrouw de volger, maar niet altijd. Neem bijvoorbeeld de Schottische in de Madrileense stijl, waarbij vrouwen leiden en mannen volgen (er wordt tijdens de dans wel van rol gewisseld, waarbij de volger gaat leiden en vice versa.) Er zijn veel sociale dansen met een uitgebreide voorgeschiedenis van dansparen met twee partners van hetzelfde geslacht (zoals de Argentijnse tango) en roloverschrijdende partnerschappen en tegenwoordig wordt in bepaalde wedstrijd- en demonstratieverbanden minder streng met de rolverdeling in dansparen omgegaan. Neem bijvoorbeeld een zogenaamde "Jack and Jack"-wedstrijd, waarbij twee heren met elkaar dansen.

## Communicatie
Om als koppel te kunnen dansen moeten de danspartners alert zijn en duidelijk communiceren. Niet alleen voor de veiligheid, maar ook gewoon voor een geslaagde dans. Het is aan te raden dat de volger stabiel en afwachtend naar de leider is. Zo is hij/zij klaar om opvolging te geven aan visuele en fysieke hints van de leider. De leider kan de volger het beste helpen door duidelijke aanwijzingen te geven.
Voor de interactie tussen volger en leider is communicatie nodig. Omdat het niet handig is en niet snel genoeg gaat om bewegingen te bespreken, is fysiek contact de beste manier van communiceren. Gevorderde dansers halen veel informatie uit hun connectie, waarbij de volger net zo goed feedback aan de leider geeft als dat de leider bewegingen aan de volger suggereert. Voor de beste dansers is de connectie een communicatiemiddel waarmee de leider de ideeën, mogelijkheden en creatieve suggesties van de volger kan verwerken in zijn/haar eigen styling en keuze voor figuren.
Bij veel parendansen zijn de passen van de leider anders dan die van de volger. Wanneer de partners met de gezichten naar elkaar toe staan is het voetenwerk van de volger vaak het spiegelbeeld van dat van de leider. Begint de leider bijvoorbeeld op de linkervoet, dan begint de volger op de rechtervoet. In choreografieën en andere situaties waarbij de volger in tandempositie of schaduwpositie staat gebruiken de leider en volger hetzelfde voetenwerk. Meestal bewegen de partners als een eenheid, maar bij sommige dansen bewegen de partners in tegenovergestelde richting, naar elkaar toe en van elkaar af.
Bij partnerdansen proberen de dansers samen dezelfde of elkaar aanvullende bewegingen uit te voeren. Het is de rol van de leider om het grootste deel van de bewegingen in te zetten, terwijl het de rol van de volger is om deze beweging voort te zetten (hoewel hij/zij ervoor kan kiezen om dat niet te doen). Dit proces kan worden beschreven as het initiëren van momentum of ‘energie’ (door de leider) en de daaropvolgende voortzetting, overdrijving, vermindering of beëindiging van dit momentum door beide partners. Dit momentum of deze energie kan de vorm aannemen van een beweging of een aaneenschakeling van complexere interacties tussen partners:
- Compressie (waarbij iedere partner de energie ‘comprimeert’ door naar de partner toe te bewegen en gewrichten te buigen, in wisselende intensiteit)
- Hefboomwerking (waarbij een partner, meestal de leider, de ontwikkeling van compressie of connectie gebruikt om het gewicht van de ander te verplaatsen of hun eigen energie naar beneden te richten voordat ze een beweging inzetten (zodat er compressie naar de grond toe ontstaat op het punt waar de voeten de grond raken))
- Spanning (is het tegenovergestelde van compressie - partners bewegen van elkaar af maar houden elkaar vast)

Het kan ook nuttig voor dansers zijn om hun partners te benaderen op basis van hun evenwichtspunten, zodat de leider bewegingen voor de volger kan inzetten. Deze evenwichtspunten zijn onder meer de kant van de schouders die naar voren wijst, de kant van de heupen die naar voren wijst en het centrum (de buik) van de volger. Als de leider de volger dichterbij zich wil halen moet hij/zij spanning opvoeren en zijn/haar hand naar zich toe trekken richting de heup. Om de volger weg te sturen beweegt de leider de hand naar de volger toe en voegt hij/zij compressie toe om de verplaatsing van zich af aan te geven.

### Obstakels ontwijken
Het is gebruikelijk dat zowel de leider als de volger oplet wat er achter de rug van de ander gebeurt op een dansvloer met meerdere dansparen. Om botsingen te voorkomen mag de volger gebruik maken van een zogenaamde "backlead" of ten minste de leider waarschuwen over het op handen zijnde risico. Bij dansen waarbij het paar zich veel verplaatst, zoals de wals, zijn gebruikelijke signalen van de volger om gevaar aan te geven ongebruikelijke weerstand tegen hetgeen geleid wordt of zacht op de schouder van de leider tikken. Bij dansen met een open danshouding, zoals swingdansen of latindansen, is het heel belangrijk goed oogcontact met de danspartner te houden.

### Gewichtsverplaatsing
Bij parendansen is gewichtsverplaatsing een manier waarop de leider de volger in een bepaalde stap zet.
Nog een voorbeeld. Als een leider de volger vooruit wil laten lopen terwijl ze elkaar vasthebben, moet hij/zij het eigen centrum achteruit verplaatsen, ter indicatie dat er een verplaatsing naar achteren aankomt. Terwijl de armen/contactpunten van de partners uit elkaar bewegen ontstaat er spanning. Daarop kan de volger de spanning breken door diens armen te laten zakken of los te laten of volgen door zich te verplaatsen.
Een ervaren leider weet (al is het maar op een onbewust niveau) dat hij/zij deze ‘eenvoudige’ stap het effectiefst kan uitvoeren door de beweging voor te bereiden voordat hij begint.
Dit is mogelijk dankzij de connectie tussen de leider en de volger. Het proces van leiden en volgen is al zo oud als de manier waarop een ouder een kind vasthoudt.
Een andere manier om de routine te doorbreken is syncope (meer stappen maken dan vereist volgens de standaardbeschrijving van het danspatroon). Syncope is gemakkelijker voor de leider, omdat de leider niet hoeft aan te passen wat hij had ingezet, maar ervaren volgers proberen het bijzondere voetenwerk van de partner na te doen, tenminste qua ritme. Vaak voelen ze dit redelijk goed aan, omdat goede dansers hun voetenwerk aanpassen aan accenten in de muziek.

### Herstel na miscommunicatie
Soms verloopt de communicatie tussen de leider en de volger niet helemaal vlekkeloos. Er zijn voor verschillende dansen verschillende manieren om de connectie en synchronisatie te herstellen, maar hier volgt een paar veelvoorkomende voorbeelden.
- Bij dansen waarbij de dansers niet per se met de lichamen tegen elkaar komen (latin, swing, hustle, American Smooth), is alles op te lossen met een draai los van de partner.
- Bij dansen waarbij de partners met de lichamen tegen elkaar dansen (wals, tango) is het heel belangrijk te zorgen dat het voetenwerk weer met dat van de partner overeenkomt. Leiders kunnen bijvoorbeeld een bekende (basis-) stap inzetten met een lichtelijk overdreven gewichtsverplaatsing die de volger dwingt om de vereiste voet vrij te maken. Zo kan de leider bij een wals of foxtrot een maat eindigen in de open promenadehouding, omdat er dan geen twijfel is over de richting van de verplaatsing of met welke voet de volgende maat moet worden begonnen.

## Leiden

### Methoden om te leiden
- Body Lead
- Arm Lead

#### Body lead versus arm lead
Bij een body lead zet een leider een beweging in door zijn/haar lichaam te verplaatsen, waardoor zijn/haar arm(en) bewegen, waardoor weer de beweging wordt doorgegeven aan de volger. 'Body lead' betekent bijna hetzelfde als ‘gewichtsverplaatsing’. 
Bij een arm lead beweegt de leider zijn/haar arm(en) zonder zijn/haar lichaam te verplaatsen of verplaatst hij/zij zijn/haar lichaam in een andere richting dan zijn/haar arm. Hoewel een arm lead zonder de gewichtsverplaatsing (of verplaatsing van het lichaam) van de leider vaak een teken is van een onervaren of slecht onderwezen danser, komt bij het leiden en volgen, vooral op een hoog niveau, vaak tegenovergesteld gebruik van gewichtsverplaatsingen en armbewegingen voor. Zo kan een leider een volger terug op zijn/haar rechtervoet zetten door het eigen gewicht naar voren te verplaatsen op de linkervoet, maar tegelijkertijd het lichaam van de volger boven de heupen naar links draaien.

### Leidingstechnieken
De leider moet de richting van de beweging aan de volger communiceren. Bij veel dansen ligt de rechterhand van de leider op de rug van de volger bij de onderkant van het schouderblad. Dit is het sterkste deel van de rug en hier kan de leider het lichaam van de volger eenvoudig naar binnen trekken. Om te zorgen dat de leider een stap vooruit kan aangeven (achteruit voor de volger), moet de volger continu een beetje gewicht tegen de rechterhand van de leider duwen. Als de leider dan vooruit gaat, gaat de volger vanzelf naar achteren om druk op de hand van de leider te kunnen houden.
De linkerhand van de leider is een belangrijk leidinstrument. Hiermee houdt de leider meestal de rechterhand van de volger vast. Het zou noch voor de leider, noch voor de volger ooit nodig moeten zijn om de hand van de partner hard vast te pakken. Het is voldoende de hand of zelfs alleen de vingertoppen zachtjes tegen de hand of vingertoppen van de ander te duwen, waarbij de hand van de volger die van de leider volgt.
Een ander belangrijk leidinstrument is heupcontact. Hoewel dit niet mogelijk is bij traditionele latindansen zoals rumba, chachacha en Argentijnse tango, omdat de partners daar niet tegen elkaar aan staan, is heupcontact een harmonieuze en sensuele manier om beweging aan de partner te communiceren. Dit wordt voornamelijk gedaan bij ballroomdansen en Caribische dansen.

## Volgen

### Soorten volger
- Actieve volger
- Passieve volger

### Backleading
Bij 'backleading' voert een volger stappen uit zonder op sturing van de leider te wachten, of die tegengesteld zijn aan de sturing van de leider. Dit wordt allebei gezien als een slechte gewoonte, want het maakt de volger moeilijker te leiden en dus moeilijker om mee te dansen.
Backleading kan wel gebruikt worden om een leider die les krijgt te helpen een techniek te leren.
Backleading klinkt alsof het lijkt op "hijacking", en het wordt ook vaak in plaats van "hijacking" gebruikt. Maar er zijn meerdere belangrijke verschillen tussen beide begrippen. Het eerste verschil is oppervlakkig: hijacking is meestal een plotse ‘uitbarsting’ van de volger, die de leider verder netjes volgt, terwijl een "backlead" kan verwijzen naar een voortdurende gewoonte. Het tweede verschil is belangrijker: hijacking is een daadwerkelijke omkering van de rollen. De hijacker leidt de leider en neemt controle over de dans, terwijl backleading alleen betrekking heeft op de volger.

### Hijacking
Soms steelt de volger de leiding en worden de rollen van de danspartners gedurende enige tijd omgedraaid. Dit heet hijacking (of lead stealing). Voor hijacking zijn ervaring en een goede connectie nodig, want met verkeerde timing kan het eruitzien als slordig dansen. Een ding waaraan hijacking kan worden herkend is een ongebruikelijk veranderde (meestal verhoogde) spanning in de connectie van de volger. "Ongebruikelijk" betekent hierbij meer dan normaal gesproken nodig is om de huidige stap uit te voeren (voor deze partners). Wil een volger kunnen hijacken, dan moet hij/zij zeker weten dat de leider zijn/haar intenties zal begrijpen of kan raden.